# Real Podere
Il Real Podere era un sito reale borbonico voluto da Ferdinando III re di Sicilia a Partinico, un'azienda versatile e un luogo di delizia durante le attività venatorie del sovrano. 

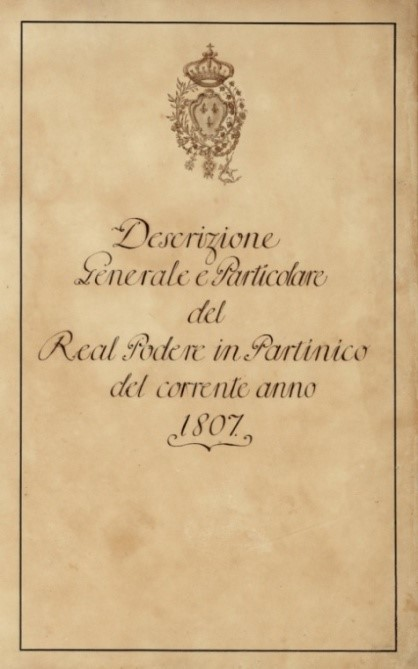
Copertina delle tavole descrittive del Real Podere, redatte nel 1807 dall'architetto Giuseppe Patti di Partinico

## Storia
La Sicilia aveva accolto la corte borbonica dopo la Rivoluzione partenopea (1799-1801) e la successiva occupazione francese del Regno di Napoli (1806-1815). La corona, priva di possedimenti reali nell'isola aveva avviato un programma di acquisti di terre, casini rurali e ville urbane per adempiere agli obblighi rappresentativi. Creare aziende agricole innovative e indipendenti, imitando l'esperienza elaborata sul modello collaudato di San Leucio, con diversificazione dei prodotti e delle colture al fine di garantire un guadagno sicuro. Tenute e proprietà non più rappresentative del grande possedimento agricolo, ma di dimensioni minori, organizzate in poderi remunerativi, muniti di pregiati giardini ornamentali con coltivazioni intensive e sperimentali.
Le contrade acquistate e accorpate dal re a partire dal 1800 a sud del paese furono: quella di Ballo 7 salme e 15 tomoli, del Castellaccio 9 salme e 7 tomoli, del Crocifisso (poi chiamata della Cantina) 20 salme e 7 tomoli, della Sorgiva (o Capo dell'acqua) 8 salme e 2 tomoli e Santa Croce 34 salme e 1 tomolo, per complessive 80 salme di terra (circa 140 ettari) con un perimetro di 3007 canne siciliane (6134 m). All'interno del podere erano presenti un lago (detto peschiera), i ruderi del vecchio Castellaccio (a ridosso della montagna della Baronessa poi chiamata di Cesarò), la casina di campagna del Marchese Francesco Paolo del Castillo (denominata di Ballo, le cui terre appartenevano un tempo alla famiglia De Ballis) poi chiamata Real Casina e i resti del baglio della famiglia Sanchez in contrada Crocifisso. La contrada di Santa Croce, quella più estesa che si sviluppava nella montagna per circa 34 salme, fu utilizzata esclusivamente per la caccia del sovrano (sarà ricordata col nome di montagna del re). I guardacaccia la rinfoltivano di selvaggina o spargevano lo scaglio per arricchirla di pennuti quali pernici, beccacce e beccafico, prede predilette di Ferdinando.
A redigere gli atti di compravendita fu il notaio Marco Antonio Maurici di Palermo, mentre per rappresentare il re durante il rogito e per tutti gli atti preliminari intervenne il cavalier Felice Lioy, intendente generale della Commenda della Magione di Palermo, al quale fu affidato l'incarico di amministrare la tenuta e nella quale lo stesso avrebbe poi eseguito i suoi esperimenti nel campo viti-vinicolo.

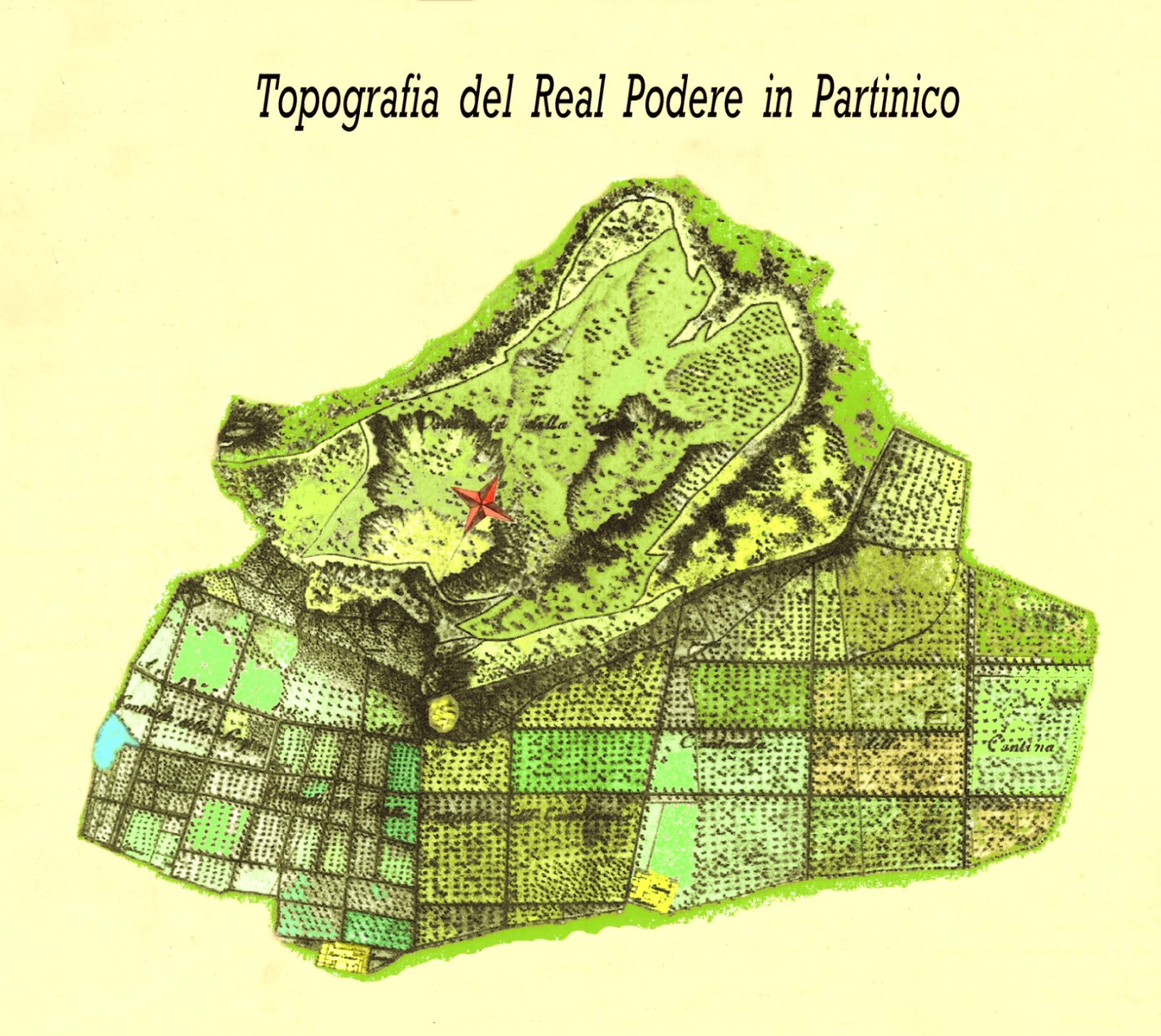

Ferdinando affidò all'architetto camerale Carlo Chenchi il restauro della casina di Ballo che sarà ricordata col nome di Real Casina di Partinico (ormai quasi scomparsa), poi donata al figlio Leopoldo. Accanto fu costruita la stufa botanica (chiamata ananassjera) per la coltivazione di frutti esotici, e sempre nella stessa contrada a ridosso della montagna fu realizzata come magazzino e deposito degli attrezzi la Real Casinetta. Nel 1800 il professionista iniziò la realizzazione della Real Cantina in contrada Crocifisso, e la costruzione dell'acquedotto che attraversava tutte le contrade, dal mulino di Mirto fino al lago (chiamato Sorgiva), le cui acque servivano per irrigare i campi. Nella contrada del Castellaccio e vicino ai suoi ruderi fu creato un boschetto in direzione Alcamo, di forma romboidale con 4 viali che si intersecavano al centro formando spicchi triangolari, ed era coltivato intensamente ad alberi da frutto. I confini della tenuta furono delimitati da un alto muro in pietra rivestito di malta costruito da diversi mastri partitari. Mentre 16 km di viali e stradelle attraversavano la grande tenuta, specie nella contrada Santa Croce ove conducevano con diversi tornanti fino alla cima della montagna, le cui bordure laterali erano ricche di rosmarino, nardo italiano, spica di Francia e abrodano (abrotano).   
Nel real podere si coltivavano moltissime piante, furono messi a dimora 143.527 viti, 33.847 alberi da frutta, 44.225 arboscelli, 6.009 alberi non fruttiferi ma anche frumento, grano di majorca, grano marzuolo (di tumminia) e granturco, canapa, orzo e avena, verdure, cardi, carrube, fave e favetta, lenticchie e fagioli, fichi d'india, cocuzze e cocomeri, ceci e cardi, lino e sommacco. Inoltre si produceva per la vendita miele e cera gialla, carbone e legna dalle potature (rimonda). Nella varietà da frutto si trovavano: prugne, pesche, albicocche, pere, melarance o portogalli, limoni, gelsi neri e bianchi, ciliegie antiche, sorbe (zorbi), mandorle, melogranate, lazzarole (azzaruole), mele, marasche o amarene, loti o caccami, castagne, pistacchi, noci, nocciole, fichi, lomie, cedri, carrube, nespole, melecotogni, giuggioli o nzinzole. Moltissimi erano invece gli alberi di ulivi e ulivastri giovani e antichi, circa 14000. Copiosi erano gli alberi non fruttiferi, 9.000 i frassini da dove si estraeva la manna, oltre 1.500 i salici viminalis, da cui si tagliavano i vimini, cioè quei rami dritti, giovani e flessibili utilizzati per fare cesti, panieri o legacci nei lavori di intreccio e poi querce, olmi, sambuchi e pioppi. Esperti apicoltori avevano interrato 65 esemplari di Cassia o Acacia Nettarifera, che permetteva il prolificare di api nelle arnie,  e sommacchi alle pendici della montagna le cui foglie venivano vendute per l'alto contenuto in tannino e utilizzate per la concia delle pelli. Nel real Podere erano state impiantate vigne nostrali, calabresi o alla napoletana. Erano presenti anche giovani maglioli pronti all'innesto. Le vigne nostrali, 95.144 in tutto, erano presenti in tutte le contrade tranne in quella di Santa Croce nella quale erano state invece impiantati dei maglioli. Il vigneto con uva Calabrese (nero d'Avola) si trovava nella contrada del Castellaccio costituito da 2.200 ceppi e le vigne coltivate alla Napolitana erano più di 164.000. Infine parte delle terre erano occupate dai maglioli nostrali 13.304, alla Napolitana appena 50 e di uva Moscatella 4.930 coltivata questa solo nella contrada del Crocifisso (poi chiamata della cantina). Ogni pianta aveva lo scopo naturale di produrre e dare il suo contributo economico diretto e indiretto allo sviluppo del podere, fossero frutti, foglie, radici o legna.
Tutte le contrade furono suddivise in appezzamenti numerati, nella n. 28 della contrada di Ballo esperti mani impiantarono un orto botanico con moltissime essenze: Mastricaria, Magiorana, Matricala, Straguni, Dulcamara, Saponaria, Enula Campana, Tanaceto, Cicuta, Virga aurea, Iva artetica, Melissa, Camomilla romana, Serpillo, Tussilagine (per togliere la tosse), Pimpinella, Aruta fetente (aruta ogni male astuta!), Cardo santo (chiamato anche erba benedetta), Papavero bianco, Edera terrestre, Erba bianca, Milium Solis, Staphisacria, Salvia, Giglio di Sant'Antonio, Iris Florentina, Cinque Foglie, Menta romana, Vica Pervinca, Bucca Gloriosa, Ruta Capraria, Mille Foglio, Guado, Elleboro selvaggio, Consolida Media, Geum Urbanum, Aristolochia Longa, Fiamma di toro, Petrosino macedonico, Veronica, Doronico, Tarassaco, Draconcello, Cogliandro, Bardana, Dittamo Cretico, Tuja americana, Pemia, Calamo aromatico, Ninfea, Valeria silvestre, Assenzio Pontico, Angelica, Senapa, Betonia, Consolida maggiore, Suocera e Nuora o Jaccea (Alcea) le cui radici erano apprezzate per le sue proprietà diuretiche e febbrifughe, Mandragora, Rafano rusticano, Scofularia, Centaura minore, Imperatoria, Scordio, Briomia Bianca, Mughetto, Coclearia, Aloe e infine Lattuga selvaggia.        
L'azienda a pieno regime incassava per la vendita dei prodotti freschi, quelli trasformati e quelli di scarto notevoli guadagni, accuratamente trascritti nei libri mastri dal Commissionato poi Mastro Segreto il notaio Sebastiano Cannizzo. Ai due contabili e cassieri che si succedettero negli anni don Gaetano Bonura e don Antonino Ragona il compito invece, di redigere apposite note per i remunerativi ricavi,  di pagare i lavoratori a giornata (jurnateri) e le maestranze locali per i lavori necessari per i continui benfatti miglioramenti dell'azienda. A pieno regime, il podere dette lavoro stabile a molte persone, un curatore della cantina don Gioacchino Speciale, un soprastante interno alle strutture murarie don Francesco Di Grazia, un soprastante esterno per i lavori nei campi don Ignazio Bonura, due giardinieri e custodi don Vito Gigante e don Giuseppe Chiostri che organizzavano i lavori dei braccianti, un vaccaro Francesco De Simone, un bovaro Rosolino Sciacchitano, ...un facchino con once 12, un notaro con once 24, ed un guardabosco per lo stato con once 36. Dopo per la sovrana munificenza fu accresciuto il numero degli impiegati. Furono addetti al real podere un curatolo con once 36 annuali, uno scrivano con once 48, un giardiniere con once 84, un cantiere dei magazzini con once 36, un soprastante con once 48, un custode del real casino con once 60, un cappellano con once 48, un carrettiere con once 36, una portinaia con once 6.
Il bestiame presente nel possedimento da un apprezzo del 31 dicembre 1804 fu di 502 onze, da una stima fatta allora da mastro Bonaventura La Corte erano presenti 19 bovi del valore di 342 onze, pari a 36 onze lo paro (il paio), e 10 giovenche del valore di onze 160, pari a 32 onze lo paro.

## Declino
Il bene fu trasferito in eredità ai discendenti diretti dei sovrani della famiglia reale Borbone Due-Sicilie ed accorpato alla Reale Amministrazione dei Beni di Magione e Ficuzza coi loro aggregati, amministrato dopo il Cavalier Lioy dal marchese delle Favare don Giuseppe Ugo. Durante tale periodo cioè, nel trentennio prima dell'unità d'Italia, per disinteresse della corona, le sue fabbriche che necessitavano di riparazioni furono trascurate ed ebbe inizio un lento declino. Nel 1861 la tenuta passò al casato Savoia del nuovo ragno d'Italia che il 14 ottobre 1875 lo mise in vendita con pubblico incanto presso l'Intendenza di Finanza di Palermo, con il sistema dell’estinzione della candela vergine, con base d’asta di 185.080,21 lire, aggiudicata in favore del migliore offerente con minima offerta di lire 500. A vincere fu un gruppo di nuovi uomini ricchi di Partinico e di Palermo, borghesi, in siciliano burgisi possidenti, che si era aggiudicato il bene offrendo lire 287.580,21. Nel tempo la tenuta irrimediabilmente suddivisa fu con l'avanzare dell'urbanizzazione del paese inglobata e molte strutture furono abbattute per dare spazio al progresso.